# سوسن بحري
السوسن البحري (باللاتينية: Iris mariae) هو أحد أنواع السوسن من الفصيلة السوسنية.

## الموئل والانتشار
موطنه بلاد الشام وسيناء.

## مرادفات للاسم العلمي
- (باللاتينية: Iris barnumiae var. mariae (Barbey) Dykes)
- (باللاتينية: Iris helenae Barbey ex Boiss., nom. illeg.)